# Arthur De Donno
Arthur De Donno est un acteur français né le 3 février 1991.

## Biographie
Il commence sa carrière d'acteur en incarnant le rôle de Steve dans le film Nos jours heureux d'Éric Toledano et Olivier Nakache. En 2010, il joue dans Simon Werner a disparu... de Fabrice Gobert.

## Filmographie

### Cinéma
- 2006 : Nos jours heureux d'Éric Toledano et Olivier Nakache : Steve
- 2010 : Simon Werner a disparu... de Fabrice Gobert : Kama
- 2020 : Nos nuits malheureuses de Rocco Siffredi : Arthur

### Télévision
- 2006 : Reporter : Julien
- 2007 : Ben et Thomas de Jon Carnoy : Yves Leclerc
- 2007 : Diane, femme flic de Dominique Tabuteau : Lucas
- 2009 : Central Nuit de Gérard Marx : Tony
- 2016 : La Vie devant elles de Gabriel Aghion : Turtur

2011 : le jour où tout a basculé « mon beau fils m’a mise dehors « : Paul

### Publicité
- 2005 : Photo Gaz de France[2]
- 2006 - 2007 : Saint-Hubert Oméga 3